# Acanthoscurria ferina
Acanthoscurria ferina är en spindelart som beskrevs av Simon 1892. Acanthoscurria ferina ingår i släktet Acanthoscurria och familjen fågelspindlar. Inga underarter finns listade i Catalogue of Life.